# Освајачи олимпијских медаља у атлетици — бацање кугле за мушкарце
Освајачи олимпијских медаља у атлетици у дисциплини бацање кугле за мушкарце, које је на програму од првих Олимпијских игара у Атини 1896. приказани су у следећој табели, а резултати су исказани у метрима.
| Олимпијске игре             | Злато                               | Злато     | Сребро                                  | Сребро | Бронза                                  | Бронза |
| --------------------------- | ----------------------------------- | --------- | --------------------------------------- | ------ | --------------------------------------- | ------ |
| Атина 1896. детаљи          | Роберт Гарет · Сједињене Државе     | 11,22 ОР  | Милтијадес Гускос · Грчка               | 11,03  | Јоргос Папасидерис · Грчка              | 10,36  |
| Париз 1900. детаљи          | Ричард Шелдон · Сједињене Државе    | 14,10     | Џозаја Макракен · Сједињене Државе      | 12,85  | Роберт Гарет · Сједињене Државе         | 12,35  |
| Сент Луис 1904. детаљи      | Ралф Роуз · Сједињене Државе        | 14,81     | Весли Коу · Сједињене Државе            | 14,40  | Лион Фирбак · Сједињене Државе          | 13,37  |
| Атина 1906.                 | Мартин Шаридан · Сједињене Државе   | 12,325    | Михаљ Савид · Угарска                   | 11,83  | Ерик Леминг · Шведска                   | 11,26  |
| Лондон 1908. детаљи         | Ралф Роуз · Сједињене Државе        | 14,21     | Дени Хорган Уједињено Краљевство        | 13,62  | Џон Гарелс · Сједињене Државе           | 13,18  |
| Стокхолм 1912. детаљи       | Патрик Макдоналд · Сједињене Државе | 15,34 ОР  | Ралф Роуз · Сједињене Државе            | 15,25  | Лоренс Витни · Сједињене Државе         | 13,93  |
| Антверпен 1920. детаљи      | Виле Перхела Финска                 | 14,81     | Елмер Никландер Финска                  | 14,155 | Хари Ливерсеџ · Сједињене Државе        | 14,150 |
| Париз 1924. детаљи          | Кларенс Хаузер · Сједињене Државе   | 14,995    | Глен Хартранфт · Сједињене Државе       | 14,895 | Ралф Хил · Сједињене Државе             | 14,640 |
| Амстердам 1928. детаљи      | Џон Как · Сједињене Државе          | 15,87     | Херман Брикс · Сједињене Државе         | 15,75  | Емил Хирашфелд · Немачка                | 15,72  |
| Лос Анђелес 1932. детаљи    | Лио Секстон · Сједињене Државе      | 16,005 ОР | Харлоу Родерт · Сједињене Државе        | 15,675 | Франтишек Доуда · Чехословачка          | 15,61  |
| Берлин 1936. детаљи         | Ханс Велке Немачка                  | 16,20     | Суло Берлунд Финска                     | 16,12  | Герхард Штек Немачка                    | 15,66  |
| Лондон 1948. детаљи         | Вилбур Томпсон · Сједињене Државе   | 17,12 ОР  | Џим Делејни · Сједињене Државе          | 16,68  | Џим Фухс · Сједињене Државе             | 16,42  |
| Хелсинки 1952. детаљи       | Пери О'Брајен · Сједињене Државе    | 17,41     | Дароу Хупер · Сједињене Државе          | 17,39  | Џим Фухс · Сједињене Државе             | 17,06  |
| Мелбурн 1956.               | Пери О'Брајен · Сједињене Државе    | 18,57     | Бил Нидер · Сједињене Државе            | 18,18  | Јиржи Скобла · Чехословачка             | 17,65  |
| Рим 1960.                   | Бил Нидер · Сједињене Државе        | 19,68     | Пери О'Брајен · Сједињене Државе        | 19,11  | Далас Лонг · Сједињене Државе           | 19,01  |
| Токио 1964.                 | Далас Лонг · Сједињене Државе       | 20,33     | Ренди Матсон · Сједињене Државе         | 20,20  | Вилмош Варју · Мађарска                 | 19,39  |
| Мексико Сити 1968.          | Ренди Матсон · Сједињене Државе     | 20,54     | Џорџ Вудс · Сједињене Државе            | 20,12  | Едуард Гушчин · Совјетски Савез         | 20,09  |
| Минхен 1972.                | Владислав Комар · Пољска            | 21,18     | Џорџ Вудс · Сједињене Државе            | 21,17  | Хартмут Бризеник · Источна Немачка      | 21,14  |
| Монтреал 1976.              | Удо Бајер · Источна Немачка         | 21,05     | Јевгениј Миронов · Совјетски Савез      | 21,03  | Александар Баришњиков · Совјетски Савез | 21,00  |
| Москва 1980.                | Владимир Кисељов · Совјетски Савез  | 21,35     | Александар Баришњиков · Совјетски Савез | 21,08  | Удо Бајер · Источна Немачка             | 21,06  |
| Лос Анђелес 1984.           | Алесандро Андреи · Италија          | 21,26     | Мајк Картер · Сједињене Државе          | 21,09  | Дејв Лот · Сједињене Државе             | 20,97  |
| Сеул 1988. детаљи           | Улф Тимерман · Источна Немачка      | 22,47     | Ренди Барнс · Сједињене Државе          | 22,39  | Вернер Гинтер · Швајцарска              | 21,99  |
| Барселона 1992.             | Мајк Сталс · Сједињене Државе       | 21,70     | Џим Деринг · Сједињене Државе           | 20,96  | Вјачеслав Лихо · Уједињени тим          | 20,94  |
| Атланта 1996. детаљи        | Ренди Барнс · Сједињене Државе      | 21,62     | Џон Година · Сједињене Државе           | 20,79  | Александар Багач · Украјина             | 20,75  |
| Сиднеј 2000. детаљи         | Арси Харју · Финска                 | 21.29     | Адам Нелсон · Сједињене Државе          | 21.21  | Џон Година · Сједињене Државе           | 21.20  |
| Атина 2004 детаљи           | Адам Нелсон · Сједињене Државе      | 21,16     | Јоахим Олсен · Данска                   | 21,07  | Mануел Мартинез · Шпанија               | 20,84  |
| Пекинг 2008. детаљи         | Томаш Мајевски · Пољска             | 21,51     | Кристијан Кантвел · Сједињене Државе    | 21,09  | Андреј Михневич · Белорусија            | 21,05  |
| Лондон 2012. детаљи         | Томаш Мајевски · Пољска             | 21,89     | Давид Шторл · Немачка                   | 21,86  | Рис Хофа · Сједињене Државе             | 21,23  |
| Рио де Жанеиро 2016. детаљи | Рајан Краузер Сједињене Државе      | 22,52     | Џо Ковач Сједињене Државе               | 21,78  | Томас Волш Нови Зеланд                  | 21,36  |
| Токио 2020. детаљи          | Рајан Краузер Сједињене Државе      | 23,30 ОР  | Џо Ковач Сједињене Државе               | 22,65  | Томас Волш Нови Зеланд                  | 22,47  |
| Париз 2024. детаљи          | Рајан Краузер Сједињене Државе      | 22,90     | Џо Ковач Сједињене Државе               | 22,15  | Раџиндра Кембел Јамајка                 | 22,15  |
| Лос Анђелес 2028.           |                                     |           |                                         |        |                                         |        |

## Биланс медаља бацање кугле за мушкарце
(Стање после ЛОИ 2024)
|     | Земља                 |    |    |    |    |
| --- | --------------------- | -- | -- | -- | -- |
| 1.  | Сједињене Државе      | 21 | 22 | 12 | 55 |
| 2.  | Пољска                | 3  | 0  | 0  | 3  |
| 3.  | Финска                | 2  | 2  | 0  | 4  |
| 4.  | Источна Немачка       | 2  | 0  | 2  | 4  |
| 5.  | Совјетски Савез       | 1  | 2  | 2  | 5  |
| 6.  | Немачка               | 1  | 1  | 2  | 4  |
| 7.  | Италија               | 1  | 0  | 0  | 1  |
| 8.  | Грчка                 | 0  | 1  | 1  | 2  |
| 8.  | Мађарска              | 0  | 1  | 1  | 2  |
| 10. | Уједињено Краљевство  | 0  | 1  | 0  | 1  |
| 10. | Данска                | 0  | 1  | 0  | 1  |
| 12. | Чехословачка          | 0  | 0  | 2  | 2  |
| 12. | Нови Зеланд           | 0  | 0  | 2  | 2  |
| 14. | Белорусија            | 0  | 0  | 1  | 1  |
| 14. | Уједињени тим Немачке | 0  | 0  | 1  | 1  |
| 14. | Шпанија               | 0  | 0  | 1  | 1  |
| 14. | Швајцарска            | 0  | 0  | 1  | 1  |
| 14. | Уједињени тим         | 0  | 0  | 1  | 1  |
| 14. | Украјина              | 0  | 0  | 1  | 1  |
| 14. | Јамајка               | 0  | 0  | 1  | 1  |
|     | Укупно 20 земаља      | 31 | 31 | 31 | 93 |